# Stichillus parvicornis
Stichillus parvicornis är en tvåvingeart som beskrevs av Schmitz 1927. Stichillus parvicornis ingår i släktet Stichillus och familjen puckelflugor. Inga underarter finns listade i Catalogue of Life.